# カミツキガメ科
カミツキガメ科（カミツキガメか、Chelydridae）は、爬虫綱カメ目に分類される科。模式属はカミツキガメ属。

## 分布
北アメリカ大陸、南アメリカ大陸北西部
現生種は南北アメリカ大陸のみに分布するが、ユーラシア大陸からも本科の構成種の化石が発見されている。

## 形態
最大種はワニガメで、最大甲長80センチメートル。背甲と腹甲の継ぎ目（橋）は細い。腹甲は小型で、十字状。
頭部は大型。尾は長い。

## 分類
1980 - 2000年代には頭骨や上腕二頭筋の形態・ミトコンドリアDNAのシトクロムbおよび12s rRNAの分子系統解析などから、オオアタマガメ科を本科と単系統群を形成するとしてカミツキガメ上科に含む説が提唱された。脊椎骨の形態や核形の比較からオオアタマガメ科はイシガメ科やリクガメ科に近縁とする説もあり、2000年代後半に行われた核DNAやミトコンドリアDNAの全塩基配列の分子系統推定ではオオアタマガメ科はリクガメ上科に含まれるとする解析結果が得られた。
カミツキガメ属は以前はカミツキガメ C. serpentina のみで構成されていたが、1996年にミトコンドリアDNAの制限酵素領域の解析から遺伝的的距離が大きいとして3種に分ける説が提唱された。ワニガメ属は以前はワニガメ M. temminckii のみで構成されていたが、2014年にスワニー川流域の個体群が M. swanniensis として新種記載する説が提唱された。
以下の分類・英名は、Turtle Taxonomy Working Group(2017)に従う。
- カミツキガメ属 Chelydrta
  - Chelydrta acutirostris ナンベイカミツキガメ[2] South American snapping turtle
  - Chelydrta rossignonii チュウベイカミツキガメ[2] Central American snapping turtle
  - Chelydrta serpentina ホクベイカミツキガメ[2] North American snapping turtle
- ワニガメ属 Macrochelys
  - Macrochelys swanniensis スワニーワニガメ[7] Suwannee alligator snapping turtle
  - Macrochelys temmninckii ワニガメ[3] Western alligator snapping turtle（M. apalachicolaeはシノニムとされる）

## 生態
カミツキガメ属に関しては近年まで北アメリカ大陸から南アメリカ大陸に広域分布する1種と考えられていたこともあり、2000年代までの時点ではホクベイカミツキガメを除いた知見はほとんどない。少なくともホクベイカミツキガメは底質が泥や砂で水生植物が繁茂した水場に広く生息するが、主に河川の流れの緩やかな箇所・池沼・湿地・河川の周囲にある水たまりなどに生息する。ワニガメは主に河川や三日月湖も含む湖・水路などのある程度の水深がある環境に生息し、底質が泥で水生植物の繁茂した環境を好む。完全水棲で産卵するメスを除き、上陸することは少ない。一方、少なくともホクベイカミツキガメは水場が干上がったり水位の低下時・地域によっては降雨時に上陸して移動することもあり、水辺のアリ塚の周囲でアリを全身にたからせる（蟻浴）が報告された例もある。水底を徘徊して活動する。
少なくともホクベイカミツキガメとワニガメは、魚類、両生類、爬虫類、昆虫類、甲殻類、貝類、動物の死骸、果実などを食べる。水底を徘徊して獲物を探すが、ワニガメは獲物を待ち伏せて捕食することもある。

## 人間との関係
河川改修やダム建設などによる生息地の破壊、水質汚染、食用やペット用の乱獲などにより、生息数が減少している種もいる。
2005年に印旛沼水系で繁殖・定着が確認されていること・他地域での発見例もあること・定着した地域で魚類や両生類への被害が懸念されることなどの理由から、広義のカミツキガメ C. serpentina が特定外来生物に指定された。科単位（カミツキガメを除くため、実質的にワニガメ）で、「種類名証明書の添付が必要な生物」に指定されている。
ペットとして飼育されることもあり、日本にも輸入されていた。1989年から1997年にかけてのアメリカ合衆国からの輸出量はカミツキガメ属が約100,000頭（主にホクベイカミツキガメの基亜種と考えられている）、ワニガメ属が36,000頭とされる。ホクベイカミツキガメやワニガメは昭和初期から当初は飼育施設やデパードなどでの展示用に、後にペット用に多くの個体が輸入された。日本では2000年に動物愛護法の改正により、科単位で特定動物に指定された。科単位での特定動物の指定により、輸入量は激減した。2020年の時点でもかみつきがめ科（カミツキガメ科）単位で特定動物に指定（上述のように特定外来生物に指定されているカミツキガメは除く）され、2019年6月には愛玩目的での飼育が禁止された（2020年6月に施行）。